# Väinö V. Seppälä
Väinö Vilhelm Seppälä, född 12 april 1897 i Kangasala, död 27 november 1989 i Helsingfors, var en finländsk ämbetsman. 
Seppälä, som var son till skogsagent Vilhelm Seppälä och Hilma Sofia Nikkilä, blev student 1917, diplomingenjör 1923, avlade högre rättsexamen 1937 och blev vicehäradshövding 1942. Han blev lantmäteriauskultant 1923, extra lantmäteriingenjör 1925, yngre lantmäteriingenjör 1925, lantmäteriingenjör av andra löneklass 1936, överingenjör vid Lantmäteristyrelsen 1938, assessor 1943, generaldirektör 1950 och var justitieråd 1960–1967. 
Seppälä var justerare i 9. justerardistriktet 1926–1939, lekmannamedlem i Högsta domstolen 1948–1951 och medlem i statens vattenkraftskommission från 1950. Han var ordförande och medlem i olika statskommittéer, ordförande i Sällskapet för lantmäterivetenskap 1954, viceordförande 1953, ordförande i Suomen teknillinen seuras lantmäteriingenjörklubb 1945–1948 och i finländska delegationen vid gränsrågång med Sverige 1956.